# Boën-sur-Lignon
Boën-sur-Lignon és un municipi francès situat al departament del Loira i a la regió d'Alvèrnia-Roine-Alps. L'any 2007 tenia 3.117 habitants.

## Demografia

### Població
El 2007 la població de fet de Boën-sur-Lignon era de 3.117 persones. Hi havia 1.460 famílies de les quals 580 eren unipersonals (195 homes vivint sols i 385 dones vivint soles), 469 parelles sense fills, 279 parelles amb fills i 132 famílies monoparentals amb fills.
La població ha evolucionat segons el següent gràfic:
Habitants censats

### Habitatges
El 2007 hi havia 1.813 habitatges, 1.464 eren l'habitatge principal de la família, 81 eren segones residències i 268 estaven desocupats. 1.107 eren cases i 701 eren apartaments. Dels 1.464 habitatges principals, 817 estaven ocupats pels seus propietaris, 625 estaven llogats i ocupats pels llogaters i 22 estaven cedits a títol gratuït; 83 tenien una cambra, 139 en tenien dues, 355 en tenien tres, 410 en tenien quatre i 478 en tenien cinc o més. 943 habitatges disposaven pel capbaix d'una plaça de pàrquing. A 702 habitatges hi havia un automòbil i a 420 n'hi havia dos o més.

### Piràmide de població
La piràmide de població per edats i sexe el 2009 era:
| Homes | Edats   | Dones |
| ----- | ------- | ----- |
| 4     | 95 o +  | 24    |
| 16    | 90 a 94 | 48    |
| 24    | 85 a 89 | 48    |
| 52    | 80 a 84 | 40    |
| 48    | 75 a 79 | 120   |
| 100   | 70 a 74 | 128   |
| 112   | 65 a 69 | 132   |
| 76    | 60 a 64 | 120   |
| 100   | 55 a 59 | 84    |
| 72    | 50 a 54 | 120   |
| 140   | 45 a 49 | 92    |
| 84    | 40 a 44 | 100   |
| 76    | 35 a 39 | 96    |
| 88    | 30 a 34 | 68    |
| 76    | 25 a 29 | 88    |
| 68    | 20 a 24 | 68    |
| 76    | 15 a 19 | 72    |
| 72    | 10 a 14 | 84    |
| 76    | 5 a 9   | 44    |
| 72    | 0 a 4   | 60    |

## Economia
El 2007 la població en edat de treballar era de 1.749 persones, 1.223 eren actives i 526 eren inactives. De les 1.223 persones actives 1.057 estaven ocupades (571 homes i 486 dones) i 165 estaven aturades (70 homes i 95 dones). De les 526 persones inactives 202 estaven jubilades, 134 estaven estudiant i 190 estaven classificades com a «altres inactius».

### Ingressos
El 2009 a Boën-sur-Lignon hi havia 1.526 unitats fiscals que integraven 3.160 persones, la mediana anual d'ingressos fiscals per persona era de 15.148,5 €.

### Activitats econòmiques
Dels 257 establiments que hi havia el 2007, 4 eren d'empreses extractives, 6 d'empreses alimentàries, 1 d'una empresa de fabricació de material elèctric, 14 d'empreses de fabricació d'altres productes industrials, 22 d'empreses de construcció, 76 d'empreses de comerç i reparació d'automòbils, 9 d'empreses de transport, 15 d'empreses d'hostatgeria i restauració, 10 d'empreses financeres, 11 d'empreses immobiliàries, 28 d'empreses de serveis, 39 d'entitats de l'administració pública i 22 d'empreses classificades com a «altres activitats de serveis».
Dels 78 establiments de servei als particulars que hi havia el 2009, 1 era una oficina d'administració d'Hisenda pública, 1 gendarmeria, 1 oficina de correu, 5 oficines bancàries, 2 funeràries, 9 tallers de reparació d'automòbils i de material agrícola, 2 tallers d'inspecció tècnica de vehicles, 4 autoescoles, 3 paletes, 6 guixaires pintors, 5 fusteries, 3 lampisteries, 4 electricistes, 7 perruqueries, 5 veterinaris, 10 restaurants, 6 agències immobiliàries, 2 tintoreries i 2 salons de bellesa.
Dels 39 establiments comercials que hi havia el 2009, 2 eren supermercats, 1 una gran superfície de material de bricolatge, 4 botiges de menys de 120 m², 4 fleques, 3 carnisseries, 1 una peixateria, 3 llibreries, 7 botigues de roba, 1 una sabateria, 3 botigues d'electrodomèstics, 2 botigues de mobles, 3 drogueries, 2 joieries i 3 floristeries.
L'any 2000 a Boën-sur-Lignon hi havia 11 explotacions agrícoles que ocupaven un total de 100 hectàrees.

## Equipaments sanitaris i escolars
El 2009 hi havia 1 hospital de tractaments de mitja durada (seguiment i rehabilitació), 1 centre de salut, 2 farmàcies i 1 ambulància.
El 2009 hi havia 1 escola maternal i 2 escoles elementals. A Boën-sur-Lignon hi havia 1 col·legi d'educació secundària i 1 liceu d'ensenyament general. Als col·legis d'educació secundària hi havia 505 alumnes i als liceus d'ensenyament general 277.

## Poblacions més properes
El següent diagrama mostra les poblacions més properes.